# 新庄ふるさと歴史センター
新庄ふるさと歴史センター（しんじょうふるさとれきしセンター）は、山形県新庄市にある資料館である。

## 施設概要
- 1F
  - 山車会館
    - 新庄まつりの優秀山車2台を展示。

  - 新庄市名誉市民特別記念室
    - 人間国宝の金工鍛金家・奥山峰石及び画家・近岡善次郎の作品を展示。
- 2F
  - 歴史民俗資料館
    - 新庄藩主戸沢家に関するものや東山焼、石器の他、企画展示も行っている。
- 地階
  - 雪国民俗館
    - 6つの民具室に分かれ、民具など約1万点を展示[2]。

## 入館料[3]
- 大人300円、高校生100円、小・中学生50円
  - 団体(20人以上) 大人250円、高校生50円、小・中学生30円

## 開館時間
- 午前9時 - 午後4時30分（入場は午後4時まで）[3]

## 休館日[3]
- 毎週火曜日
- 祝日の翌日（祝日の翌日が休日、土曜日・日曜日の場合を除く）
- 年末年始（12月29日 - 翌年1月3日）

## アクセス
- 公共交通機関
  - JR東日本奥羽本線・新庄駅から徒歩15分[4]。

駐車場あり（24台、大型車3台）

## 周辺
- 最上公園